# Iván Moreno (futbolista nacido en 1981)
José Iván Moreno Dellano (Riolobos, Cáceres, 26 de febrero de 1981), más conocido futbolísticamente como Iván Moreno, es un futbolista español. Juega como extremo derecho y su último equipo fue la La Roda CF de Segunda División B

## Trayectoria
Iván Moreno es un extremo derecho muy veloz y eléctrico. Se formó en la UP Plasencia, el equipo de su ciudad natal. Tras jugar en el Alavés C, pasó por distintos equipos modestos de Segunda División B y de Tercera División: Benidorm CF, CD Don Benito, Hellín Deportivo, Torredonjimeno CF y Díter Zafra.  
Desde 2006 juega en el CD Guadalajara. Es uno de los jugadores más carismáticos de la historia del club, siendo junto a Sanmiguel y Jorge el único jugador que ha participado en los dos mayores hitos de la historia del club: el ascenso a Segunda División B en el año 2007 y el ascenso a la Liga Adelante conseguido en 2011.
Días después de conseguir el ascenso a la división de plata del fútbol español, Iván Moreno renovaba su contrato con el equipo alcarreño. Al igual que en las temporadas anteriores, durante la temporada 2011/12 es una de las piezas claves del club alcarreño, disputando 41 partidos de liga y anotando 7 goles. Sin embargo, sorprendentemente, al final de temporada el club decide no renovar su contrato.
El 26 de julio de 2012 se confirma su fichaje por la SD Ponferradina, equipo de la Liga Adelante. El 20 de julio de 2013 ficha por el Real Murcia CF. Tras el descenso administrativo del Real Murcia CF se le concede la carta de libertad y el 27 de agosto de 2014 firma con el Racing .
La temporada 2015/2016 juega en La Roda CF de Segunda División B

## Clubes
| Club                | País   | Temporada  | Categoría          | Parts. | Goles |
| ------------------- | ------ | ---------- | ------------------ | ------ | ----- |
| UP Plasencia        | España | 2000-2001  | Tercera División   | 25     | 39    |
| Alavés C            | España | 2001-2002  | Tercera División   | S/D    | S/D   |
| Benidorm CF         | España | 2002-2003  | Tercera División   | 7      | 0     |
| CD Don Benito       | España | 2003-2004  | Tercera División   | 11     | 2     |
| Hellín Deportivo    | España | 2004-2005  | Tercera División   | S/D    | S/D   |
| Torredonjimeno CF   | España | 2004-2005  | Tercera División   | S/D    | S/D   |
| Díter Zafra         | España | 2005-2006  | Segunda División B | 33     | 2     |
| CD Guadalajara      | España | 2006- 2007 | Tercera División   | S/D    | S/D   |
| CD Guadalajara      | España | 2007- 2008 | Segunda División B | 35     | 6     |
| CD Guadalajara      | España | 2008- 2009 | Segunda División B | 34     | 4     |
| CD Guadalajara      | España | 2009- 2010 | Segunda División B | 36     | 4     |
| CD Guadalajara      | España | 2010- 2011 | Segunda División B | 36     | 10    |
| CD Guadalajara      | España | 2011- 2012 | Segunda División   | 41     | 7     |
| CD Guadalajara      | España | 2012- 2013 | Segunda División   | 32     | 5     |
| Real Murcia CF      | España | 2013-2014  | Segunda División   | 36     | 0     |
| Racing de Santander | España | 2014-2015  | Segunda División   | 22     | 0     |
| La Roda CF          | España | 2015-2016  | Segunda B          | 18     | 0     |